# NGC 2515
NGC 2515 في الفهرس العام الجديد، هي مجرة، تقع في كوكبة السرطان. اكتشفت في 1 سبتمبر 1852.

## روابط خارجية
- NGC 2515 على موقع ويكي سكاي: DSS2, SDSS, GALEX, IRAS, Hydrogen α, X-Ray, Astrophoto, Sky Map, Articles and images